# Moravia Energo
MORAVIA ENERGO, a.s. byla česká akciová společnost, která v letech 2000-2009 působila na středoevropském trhu s elektřinou. 27. března 2009 byl na její majetek vyhlášen konkurs. Následně proběhla likvidace společnosti, po jejímž ukončení společnost 16. března 2017 zanikla.

## Historie
Moravia Energo byla založena 8. prosince 1999. Základní kapitál činil 1 milion korun, Třinecké železárny upsaly akcie na jméno v hodnotě 510 tisíc korun, Czechpol Energy upsal akcie na majitele v hodnotě 490 tisíc korun. V dozorčí radě zasedli Tomáš Chrenek, Richard Kučík a Jiří Cieńciała, kteří následně zvolili představenstvo ve složení Bohuslav Bernátek (předseda), Oldřich Masný a Pavel Miklas.
V roce 2007 vyšlo najevo, že jedním z akcionářů společnosti je bývalý premiér Stanislav Gross. Nákup akcií od Roberta Sýkory, bývalého náměstka ministra průmyslu a obchodu Miroslava Grégra, financoval úvěrem od Key Investments. Po uplynutí šesti měsíců (časový test pro placení daně z příjmů z kapitálových výnosů) své akcie prodal za 110 milionů korun společnosti Arca Capital Bohemia řízené slovenským podnikatelem Pavolem Krúpou. V prvním pololetí roku 2008 tyto akcie koupila za 155 milionů korun společnost ENIAS, která se tak stala jediným vlastníkem Moravie Energo.
V listopadu 2008 se Moravia Energo dostala do vážných finančních problémů. Cena elektřiny na burze prudce poklesla a společnost neměla dostatečné finanční prostředky na pokrytí uzavřených nákupních kontraktů. Pádu zabránila transakce se společností ČEZ, v rámci které Moravia Energo nahradila nákupní kontrakty uzavřené na PXE nákupní smlouvou s ČEZ. Šéf ČEZu Martin Roman transakci označil za „naprosto standardní obchod za aktuální tržní ceny“. Moravia Energo však údajně za dodanou elektřinu neplatila, a proto jí dle tisku dne 19. února 2009 ČEZ zastavil dodávky. Při následném konkurzu ČEZ přihlásil pohledávky za 1,5 miliardy korun, druhým největším věřitelem byla Komerční banka s pohledávkami ve výši 1,2 miliardy korun. Celkem věřitelé přihlásili pohledávky za téměř pět miliard korun, konkurzní správce však za majetek společnosti utržil pouze necelých 400 milionů korun.
13. srpna 2013 byl konkurz společnosti ukončen a byla zahájena její likvidace. Po ukončení likvidace došlo k výmazu společnosti z obchodního rejstříku, čímž zanikla.
| miliony korun    | 2003 | 2004 | 2005  | 2006  | 2007  | 2008   |
| ---------------- | ---- | ---- | ----- | ----- | ----- | ------ |
| Tržby            | 892  | 957  | 1 354 | 2 504 | 3 202 | 4 682  |
| Čistý zisk       | 5    | 33   | 91    | 72    | 78    | -2 214 |
| Aktiva           | 184  | 240  | 387   | 547   | 1 106 | 1 479  |
| Vlastní kapitál  | 101  | 123  | 194   | 246   | 318   | -1 976 |
| Cizí zdroje      | 76   | 109  | 185   | 282   | 319   | 3 445  |
| Časové rozlišení | 8    | 8    | 8     | 19    | 469   | 10     |